# داستاني (مقاطعة فسا)
داستاني (بالإنجليزية: Tolombeh-ye Dastani)‏ هي human-geographic territorial entity تقع في فارس في إيران.